# GRG 21 Ödenburger Straße
Das GRG21 Ödenburger Straße ist ein Gymnasium, Realgymnasium und ein Wirtschaftskundliches Realgymnasium des Bundes im 21. Wiener Gemeindebezirk Floridsdorf im Stadtteil Großjedlersdorf in der Ödenburger Straße 74.

## Geschichte
Das GRG21 wurde im Schuljahr 1972 als Expositur der GRG Franklinstraße 26 mit fünf koedukativ geführten Klassen in der GRG Franklinstraße eröffnet.
Im Schuljahr 1972/73 erfolgte die Übersiedlung in einem Pavillon in der Franklinstraße 35 mit zehn Klassen.
1973 kamen zusätzliche Expositurklassen hinzu, aus Platzgründen wurden diese auf zwei weiteren Standorten – Volksschule Brünnerstraße und Hauptschule Jochbergengasse – aufgeteilt.
1974 begann der Bau des Schulgebäudes in der Ödenburger Straße 74, laut Plänen für 40 Klassen.
Ein Jahr später wurde im September das Gebäude bezogen, die Fertigstellung erfolgte erst 1978.
Mit 1. Jänner 1975 wurde das GRG21 Ödenburger Straße verselbstständigt.
Im Schuljahr 2007/08 wurde als erste Schule Österreichs ein Pilotprojekt mit einer Ergometer-Klasse eingeführt, um die Auswirkung von Bewegung auf den Lernerfolg zu untersuchen. Mittlerweile wird dieses Projekt nach diesem Vorbild auch in anderen europäischen Ländern erfolgreich fortgeführt.

## Ausbildung
Das Gymnasium bietet ab der dritten Klasse drei Schulformen mit unterschiedlichen Schwerpunkten:
Gymnasium (G)

Europa, Sprachen und Kulturwissen
Realgymnasium (RG)

Naturwissenschaft (Mathematik, Biologie, Physik, Chemie), Geometrie
Wirtschaftskundlichen Realgymnasium (WRG)

Kreativität, Soziales, Betriebswirtschaft, Projektmanagement
Je nach Schulform gibt es als zweite bzw. als dritte Fremdsprache Französisch, Latein, Italienisch oder Spanisch.

## Bekannte Schüler
- Hans Arsenovic (* 1968), Politiker
- Cornelia Meixner (* 1976), Schauspielerin und Kabarettistin

## Leitung
- 1972–1982 Ernst Mattes[3]
- 1983–2000 Heinz Dainko
- 2001–2001 Leopold Rudolf (interimistisch; Jänner–August)
- 2001–2013 Elfriede Jarmai
- 2013–2014 Andreas Kreuzer (interimistisch)
- 2014–2023 Brigitte Fuchs
- 2023–2024 Eveline Hämmerle (provisorisch)
- seit 2024 Silvia Böck